# ハウンズロー・イースト駅
ハウンズロー・イースト駅 (ハウンズロー・イーストえき、英語: Hounslow East Station) は、ロンドン西部ハウンズロー・ロンドン特別区ハウンズローにある、ロンドン地下鉄の鉄道駅である。駅舎の設計は Acanthus LW Architects による。
ピカデリー線ヒースロー支線に位置しており、西隣りはハウンズロー・セントラル駅、東隣りはオスタレー駅である。駅舎はキングスレー・ロード (Kingsley Road)にあり、ハウンズロー・ハイ・ストリート（ハウンズローの中心市街地）から400メートルほど北にある。トラベルカード・ゾーンは4に属している。

## 歴史

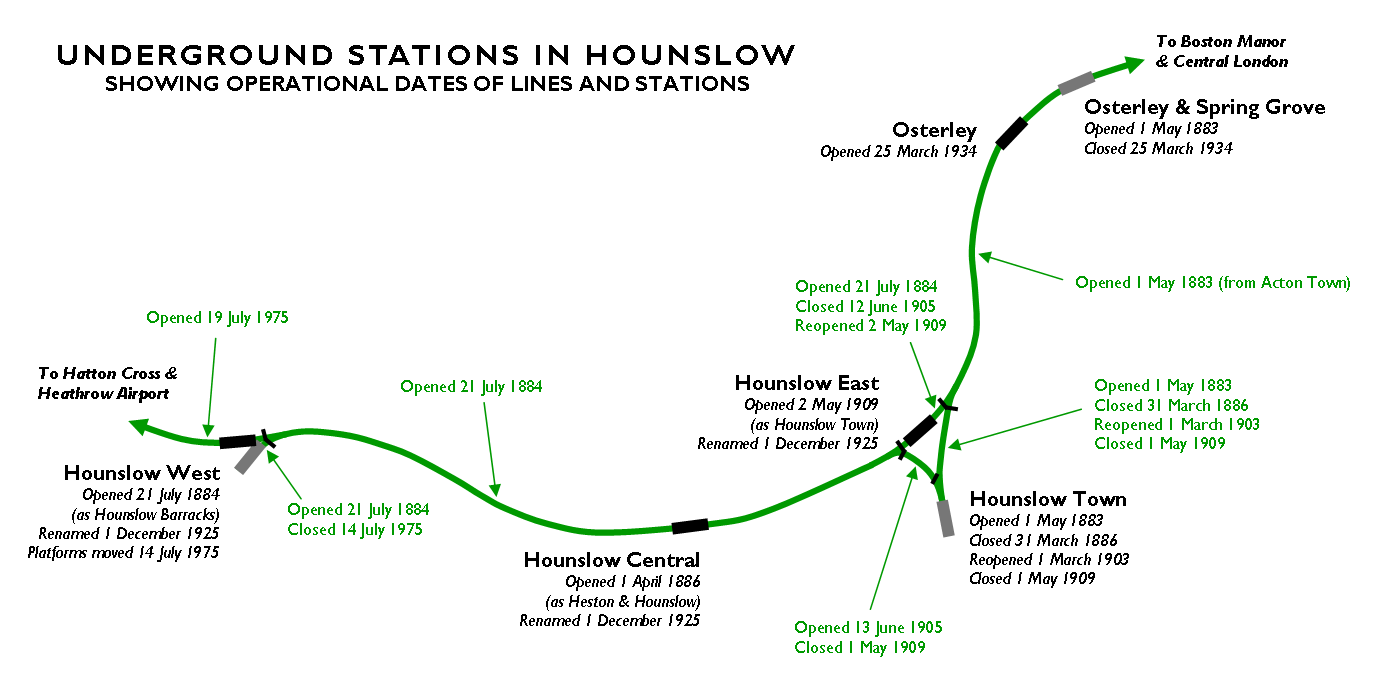
ハウンズロー周辺の鉄道路線、鉄道駅の運行時期を示した地図

この駅は、1909年にハウンズロー・タウン駅の代替駅として開業しており、両駅の歴史は結びついている。
ハウンズロー・イースト駅を通る鉄道路線は、1884年7月21日に、当時のメトロポリタン・ディストリクト鉄道(Metropolitan District Railway, MDR)（現在のディストリクト線の前身）のハウンズロー・バラック駅（現在のハウンズロー・ウェスト駅）に至る支線として開通した。この支線は、1883年にハウンズロー・ハイ・ストリートの東端の現在バス車庫がある場所に設けられたハウンズロー・タウン駅を終点としていた既設のMDRの路線から分岐した単線であった。当初は、ハウンズロー・バラック駅からオスタレー・アンド・スプリング・グローブ駅(Osterley & Spring Grove)（現在のオスタレー駅）まで途中に駅は存在していなかった。
ハウンズロー・タウン駅は1886年3月31日に閉鎖され、翌日4月1日に、
代替駅として、ヘストン・アンド・ハウンズロー駅 (Heston & Hounslow)（現在のハウンズロー・セントラル駅）が開業した。
1903年に、ハウンズロー・タウン駅が再開され、列車はオスタレー駅で分岐して、一部がハウンズロー・セントラルを経由してハウンズロー・ウェストに向かい、他の便はハウンズロー・タウンまでの短距離のシャトルとして運行されるようになった。MDRの路線の電化は1903年から1905年にかけて行なわれ、1905年6月13日には、ハウンズロー支線でも汽車から電車への移行が行なわれた。この電化の際に、オスタレー駅からハウンズロー・セントラル駅へ直接向かう路線は閉鎖され、ハウンズロー・タウン駅からハウンズロー・セントラル駅へ直接向かう新線が設けられた。オスタレー駅からハウンズロー・タウン駅まで来た電車は、ここで進行方向転換（日本語でいう「スイッチバック」）をして、ハウンズロー・セントラル駅やハウンズロー・ウェスト駅へと向かった。
この運行方法はうまく行かず、短期間で打ち切られた。1909年5月2日に、ハウンズロー・セントラル駅とオスタレー駅を直接結ぶ路線が再開され、ハウンズロー・イースト駅（当初はハウンズロー・タウン駅）が新設された。という名で、ハウンズロー・タウン駅とそこに繋がっていた2本の接続線は廃止された。これに代わって新たなハウンズロー・タウン駅（現在のハウンズロー・イースト駅）が、旧駅から300メートルほど西に設置され、旧駅と、そこに繋がっていた線路は，完全に廃止された。
1925年12月1日には駅名が現行のハウンズロー・イースト駅に変更された。このとき同時に、ハウンズロー・ウェスト駅とハウンズロー・セントラル駅も、現行の名称に改称された。
ピカデリー線は、1933年1月にノースフィールズ駅まで乗り入れるようになっていたが、1933年3月13日にはハウンズロー・ウェスト駅まで運転されるようになった。この支線では、ディストリクト線が撤退した1964年10月9日まで、ディストリクト線とピカデリー線の双方の電車が運行されていた。
駅舎は近年再建築され、駅の北側にあった1909年の開業当初からの入口に代わって、現代的なガラス張りの切符売り場が駅の南側に設けられた。
この駅のプラットホームではPAシステムからクラシック音楽がよく流されるが、これは駅での反社会的行為を減らすこと目指した実験の一部である。

## 乗り継ぎ
ハウンズロー・セントラル駅で乗り継げるロンドンバスの路線は、 111番、H28番だけであるが、10分ほど歩けば、116番、117番、120番、203番、235番、237番、281番、423番、H22番、H98番、通学用の635番、深夜バスN9番である。

## 隣の駅
ロンドン地下鉄
■ピカデリー線
ハウンズロー・セントラル駅 - ハウンズロー・イースト駅 - オスタレー駅

## 画像

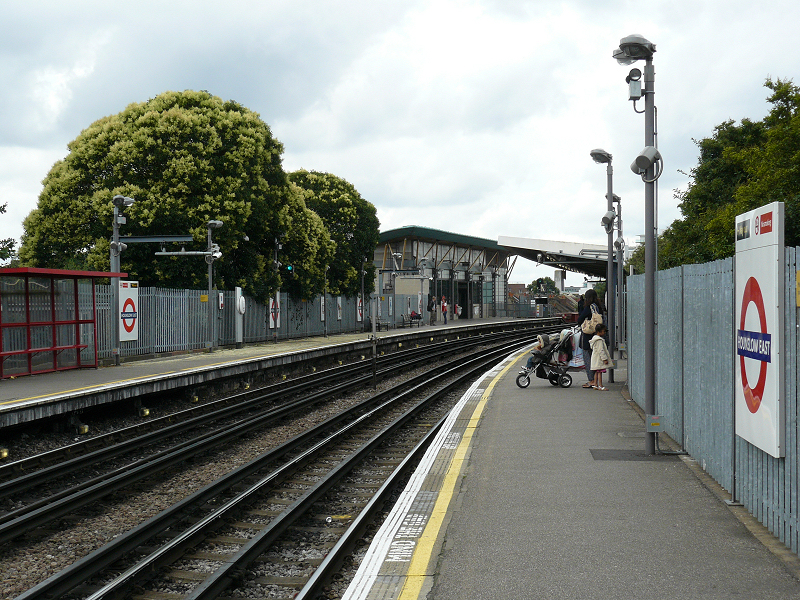
Hounslow East
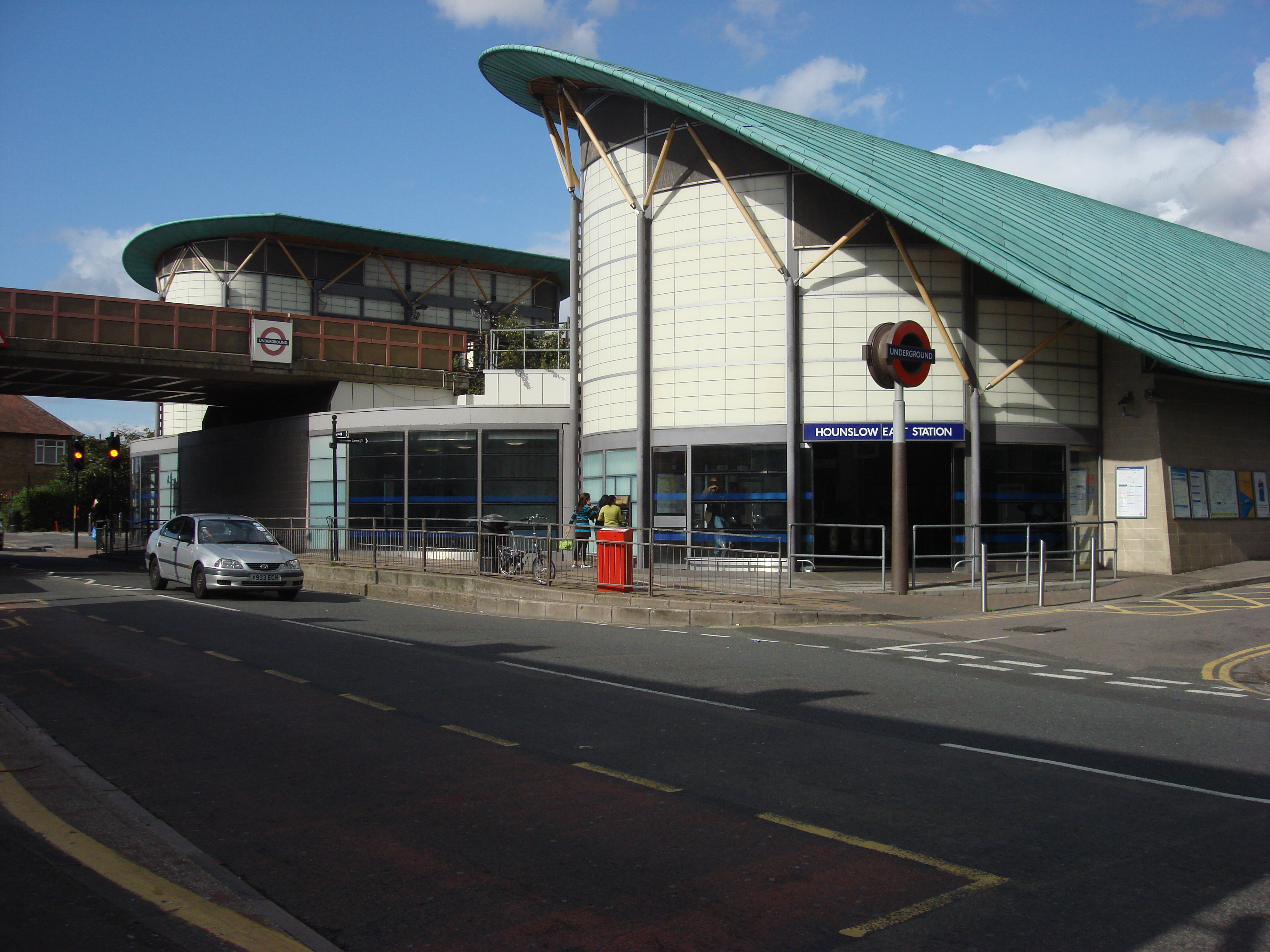
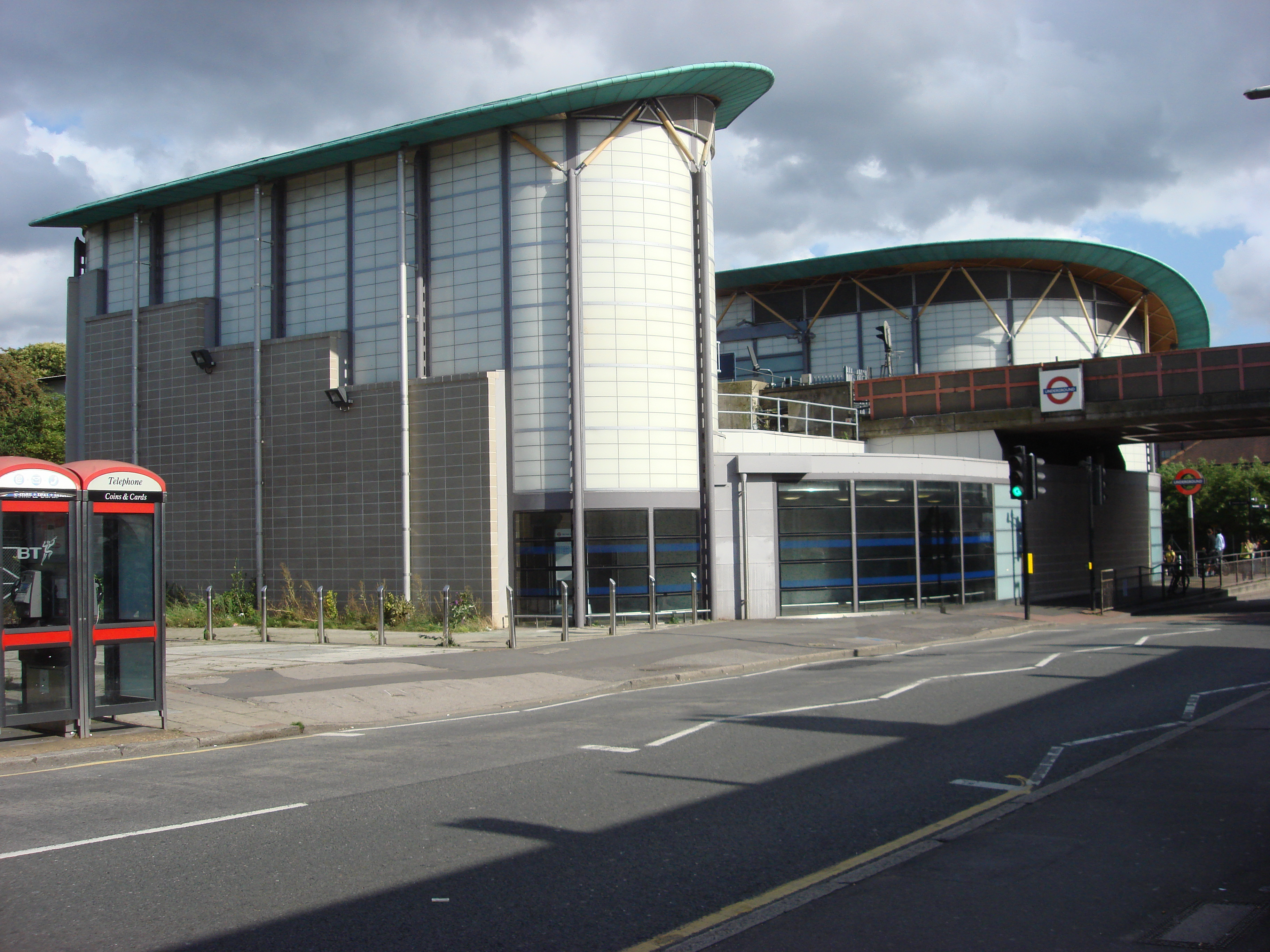
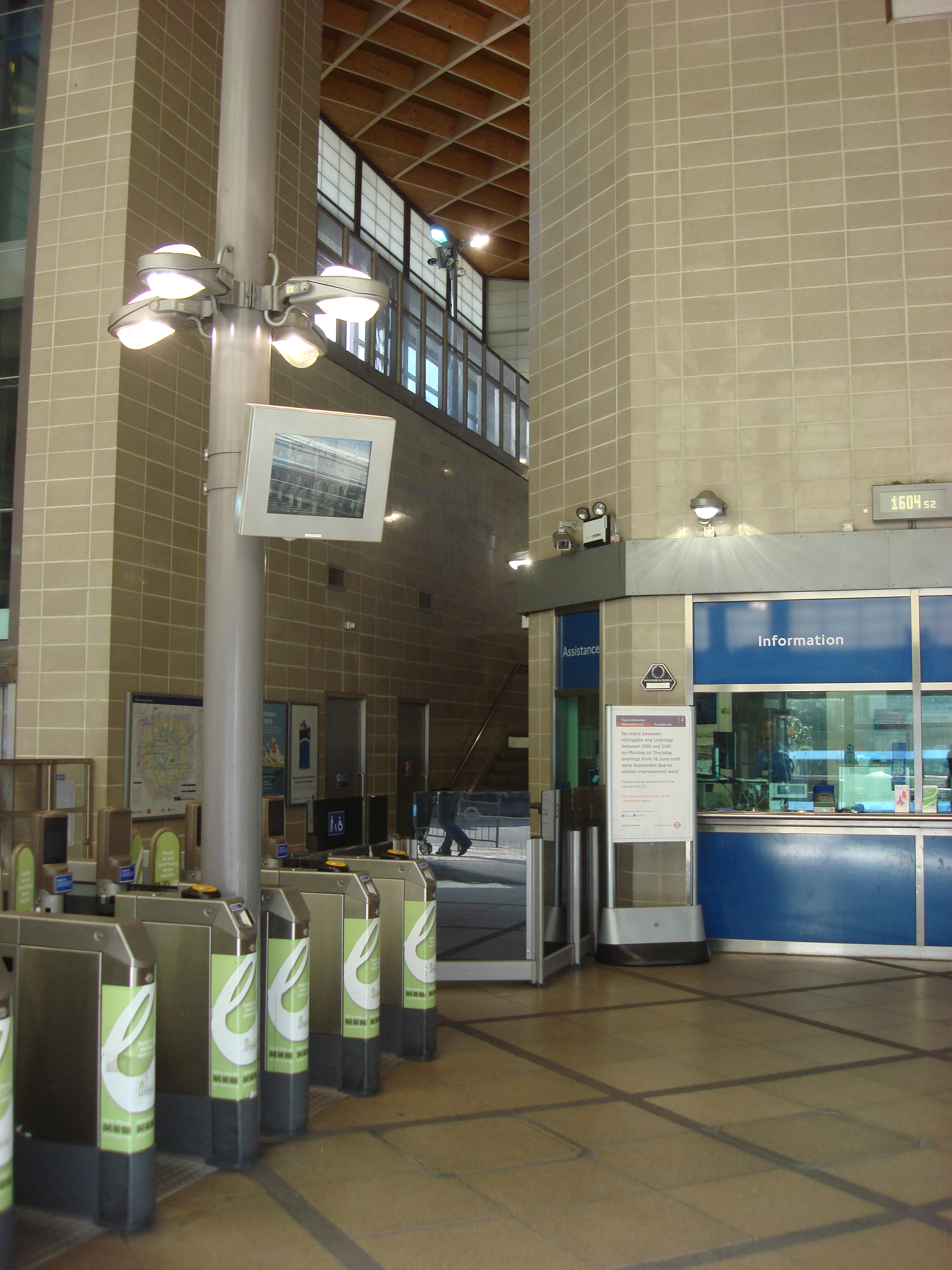
切符売り場
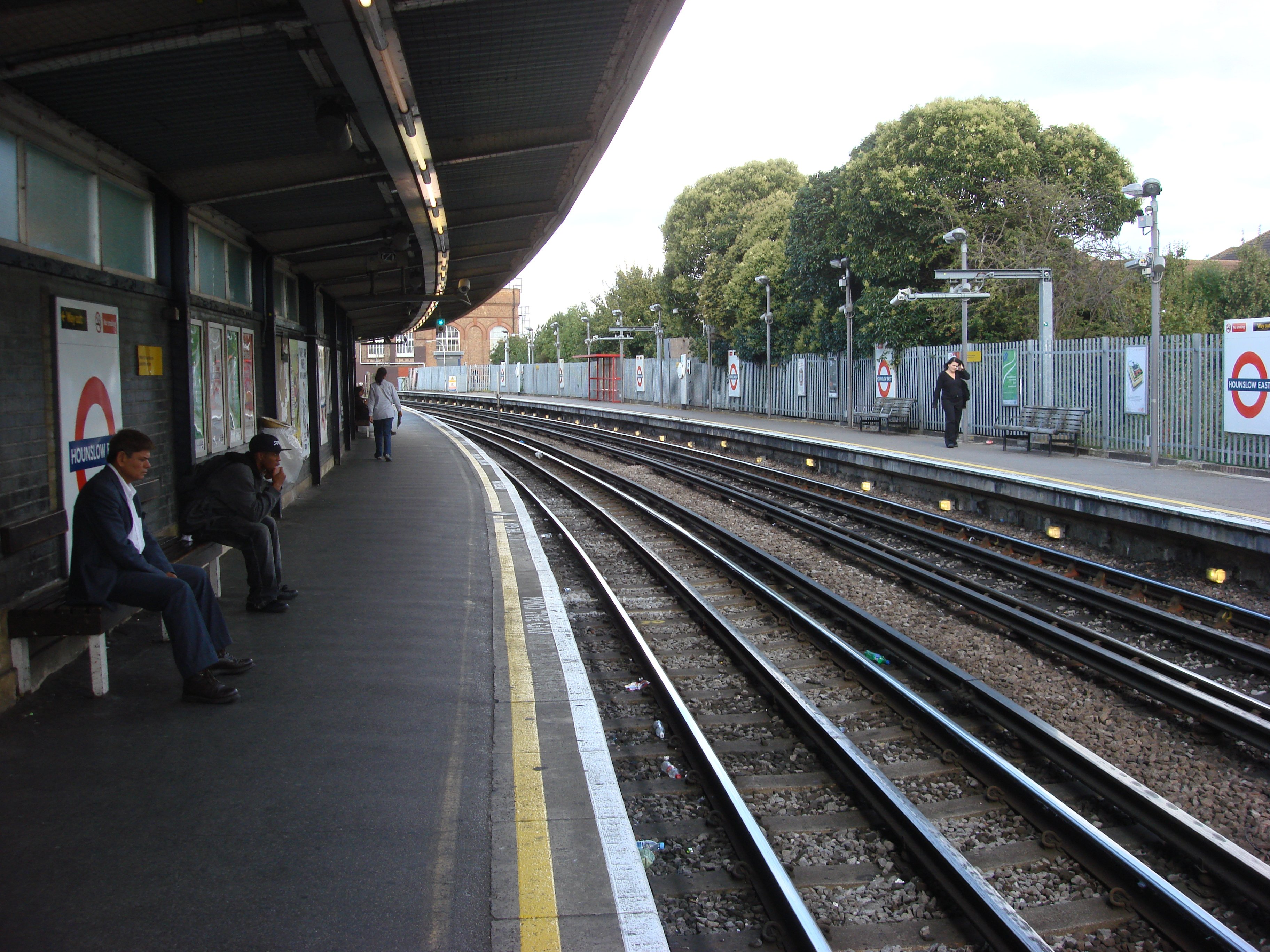
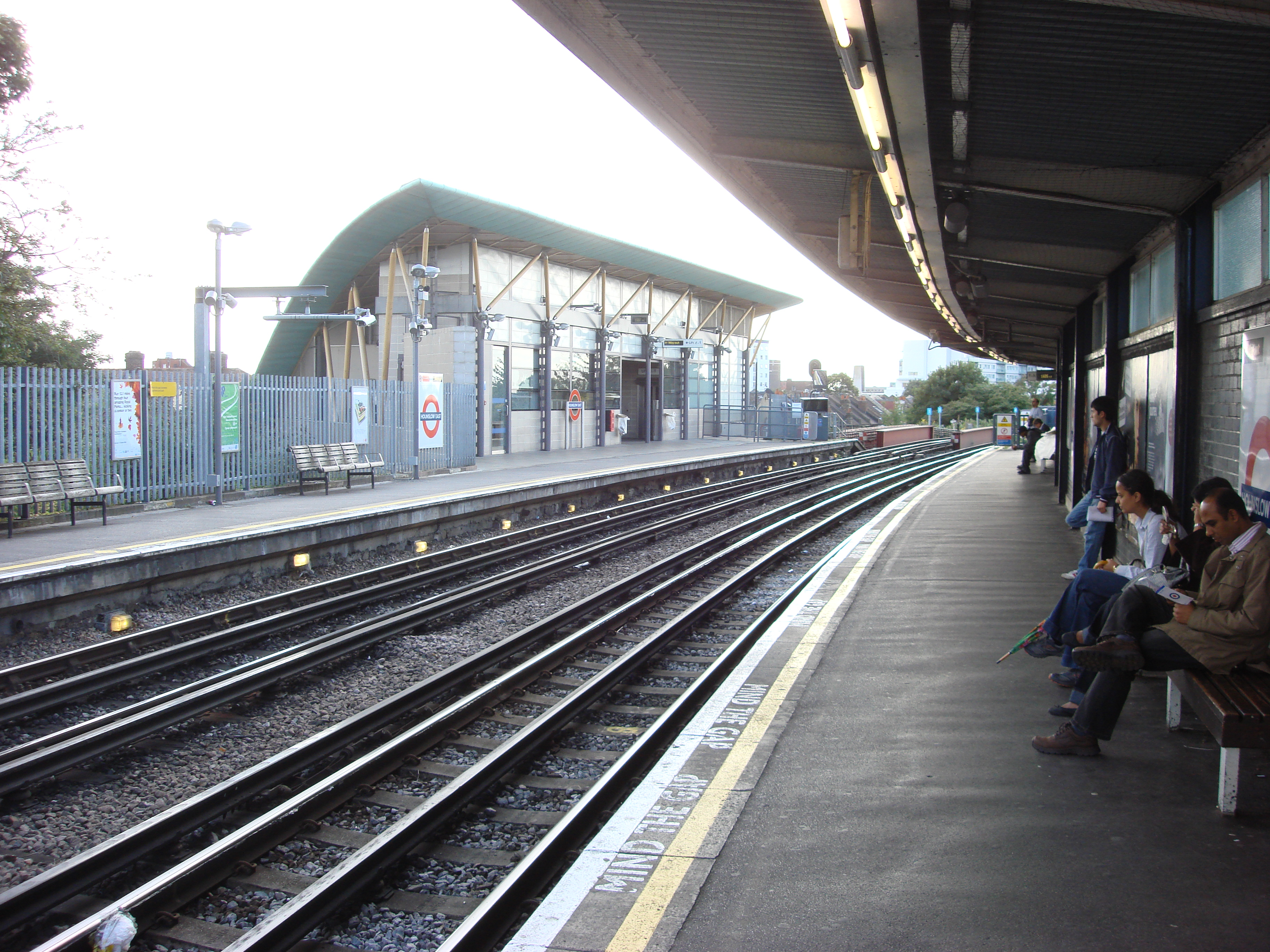
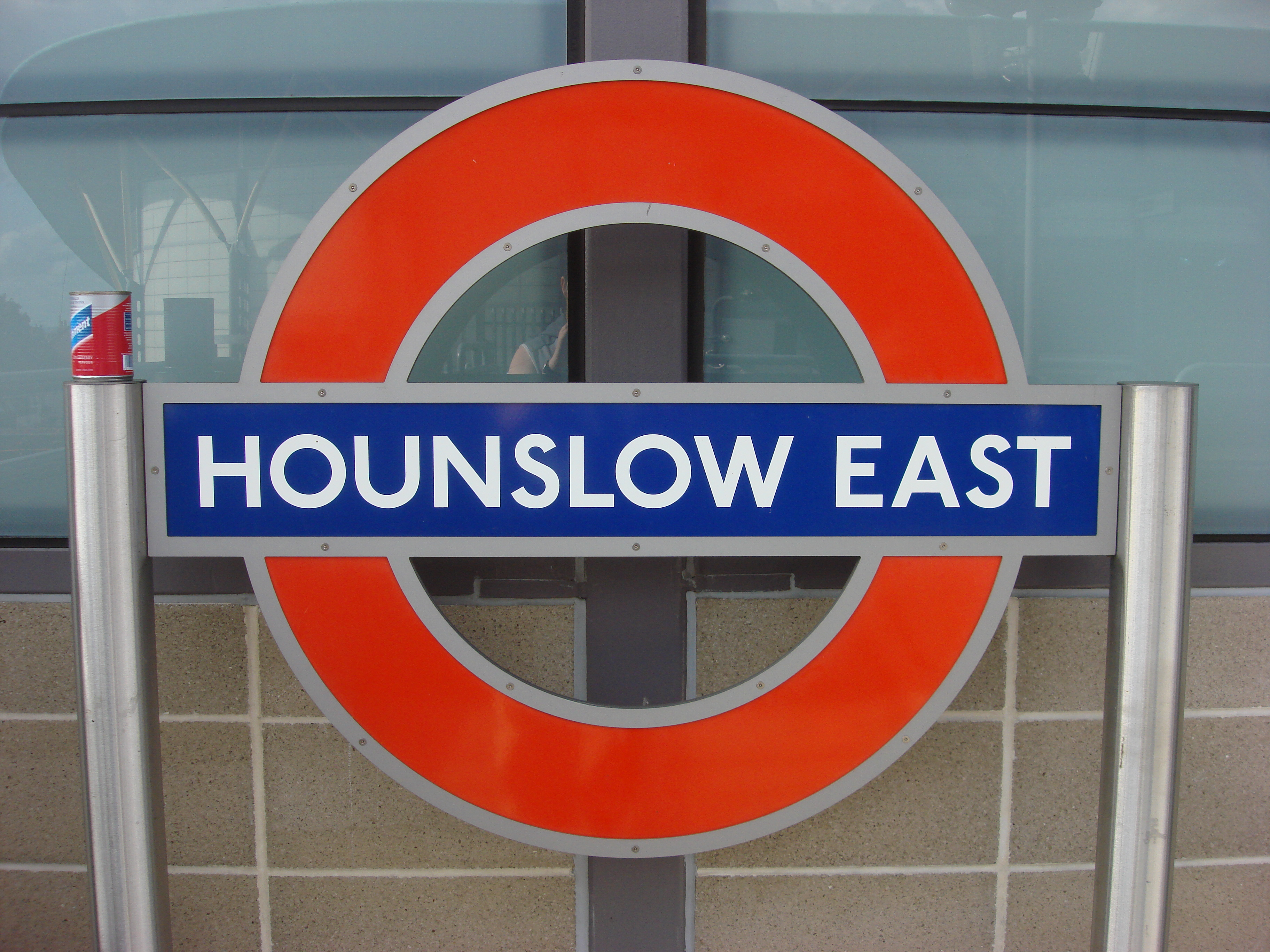
再建設以前の駅名表示
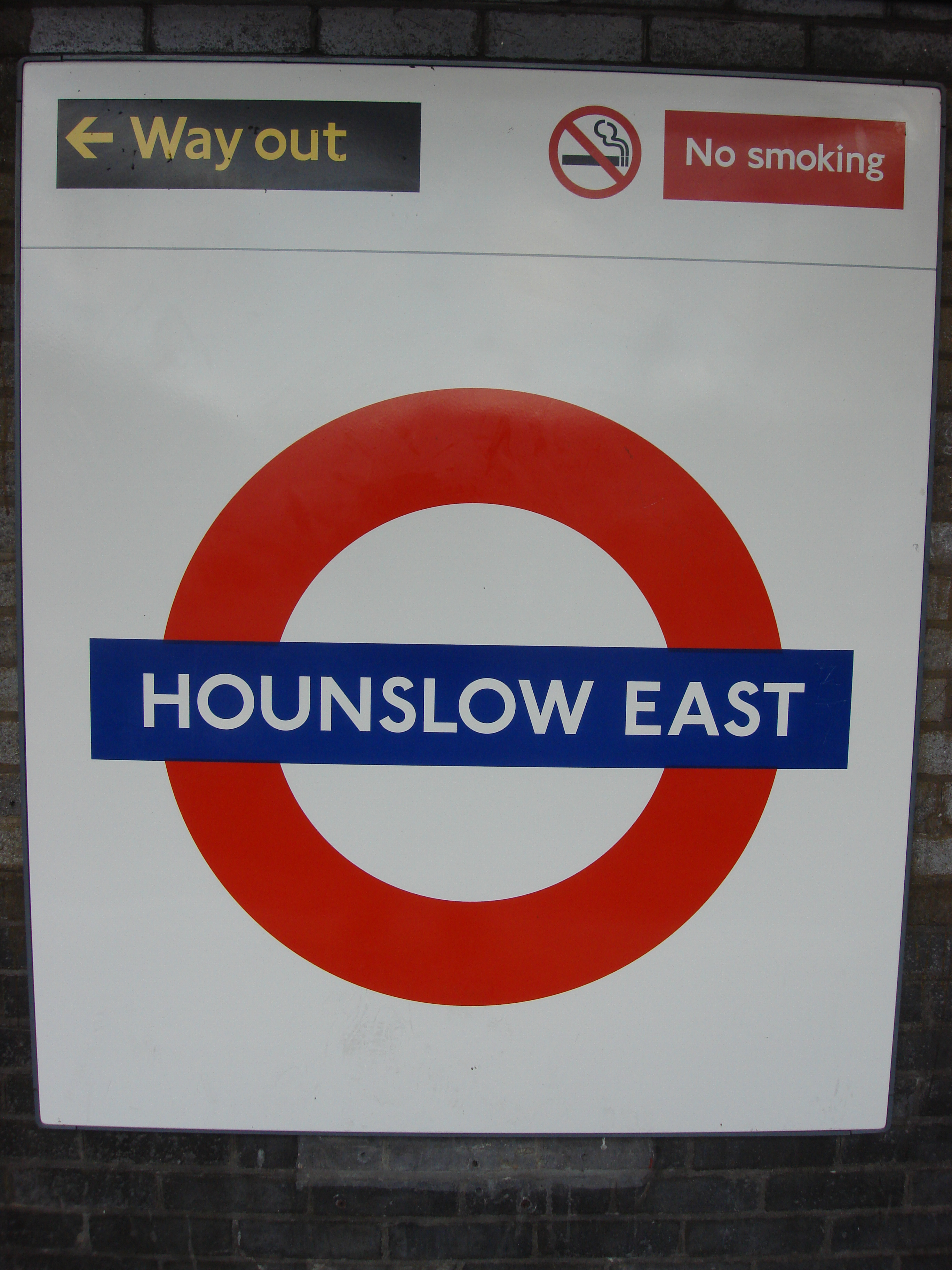
駅名表示